# 37-я армия (СССР)

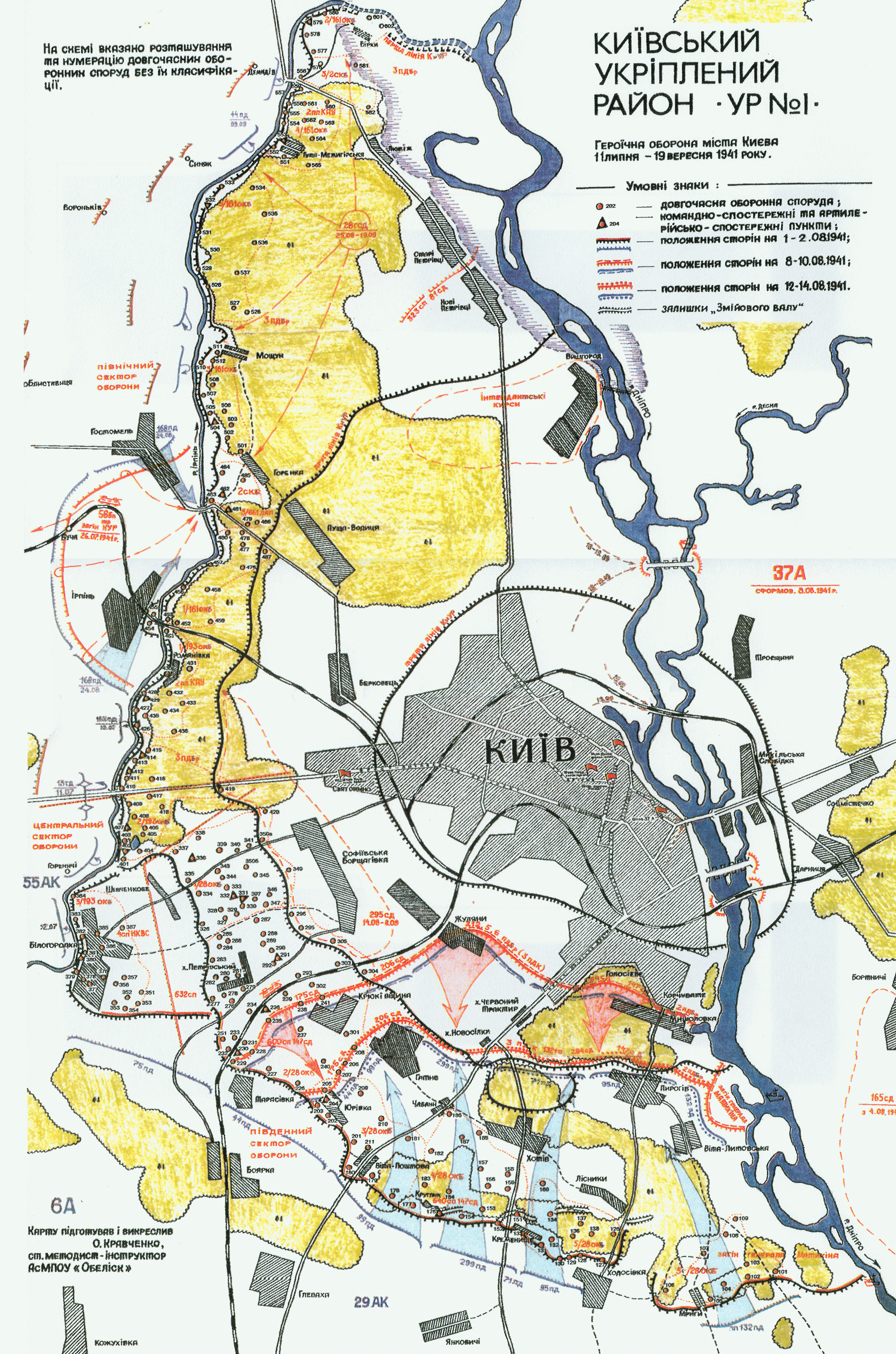
37-я армия в районе Киевского укреплённого района, Карта КИУР, автор Александр Кравченко.

37-я армия — формирование (оперативное войсковое объединение, армия) РККА, в составе Вооружённых сил СССР во время Великой Отечественной войны.
Сокращённое наименование — 37 А.

## Первое формирование
37-я армия была создана 23 июля 1941 года на Юго-Западном фронте на базе соединений и частей Киевского укреплённого района и резервов Ставки ВГК.
В состав армии вошли следующие формирования:
- управление (штаб)
- 3-й воздушно-десантный корпус
- 28-я горнострелковая дивизия
- 87-я стрелковая дивизия
- 147-я стрелковая дивизия
- 171-я стрелковая дивизия
- 175-я стрелковая дивизия
- 206-я стрелковая дивизия
- 284-я стрелковая дивизия
- 295-я стрелковая дивизия
- Киевский укреплённый район
- ряд артиллерийских и других соединений и частей
- 20-й Славутский Краснознамённый пограничный отряд ПВ НКВД и 4-й мотострелковый полк внутренних войск НКВД несли службу заграждения в тылу 37-й армии[3].

После сформирования занимала оборону на рубеже Святильное — Сваромье, затем западнее Киева и далее по левому берегу Днепра до Жеребятина.
В ходе Киевской стратегической оборонительной операции войска армии подверглись ударам превосходящих сил противника и понесли тяжёлые потери. Вместе с частью других сил фронта они были окружены противником и после упорных боёв по приказу Ставки 19 сентября оставили Киев. Лишь небольшая часть войск армии без тяжёлого вооружения и транспорта отдельными группами прорвалась из окружения и соединилась с войсками фронта. 25 сентября армия была расформирована.

## Второе формирование
Повторно 37-я армия была сформирована 15 ноября 1941 года на Южном фронте по приказу от 5 ноября 1941 года для нанесения контрудара на ростовском направлении. До включения в состав Южного фронта именовалась 37-я отдельная армия.
В армию вошли:
- управление (штаб)
- 51-я стрелковая дивизия
- 96-я стрелковая дивизия
- 99-я стрелковая дивизия
- 216-я стрелковая дивизия
- 253-я стрелковая дивизия
- 295-я стрелковая дивизия
- 654 ночной бомбардировочный полк, с декабря 1941 года
- 40-й «А» истребительный авиационный полк, с марта 1942 года
- ряд танковых, артиллерийских и других частей

В ходе Ростовской наступательной операции войска армии ударом во фланг немецкой 1-й танковой армии разгромили часть её сил и содействовали 9-й и 56-й армиям в освобождении Ростова-на-Дону (29 ноября). К концу операции соединения армии вышли к реке Миус на участке Куйбышево — Берестов. В январе 1942 года армия участвовала в Барвенково-Лозовской наступательной операции, в феврале — начале марта вела наступательные бои на краматорском направлении.
Летом и осенью последовательно в составе Южного фронта и Донской группы Северо-Кавказского фронта (с 29 июля), а также в составе Северной группы войск Закавказского фронта 2-го формирования с 11 августа вела тяжёлые бои в Донбасской, Тихорецко-Ставропольской, Моздок-Малгобекской и Нальчикско-Орджоникидзевской оборонительных операциях.
После начала Северо-Кавказской наступательной операции в январе 1943 года советских войск участвовала в ней и в вытеснении противника с Северного Кавказа. Армия освободила 4 января Нальчик, 10 января Кисловодск, 11 января Пятигорск совместно с частью сил 9-й армии и Ессентуки, а 17 января освободила Черкесск. В составе Северо-Кавказского фронта 2-го формирования с 24 января участвовала в Краснодарской наступательной операции. В июле её войска переданы 9-й и 56-й армиям, а полевое управление выведено в резерв Ставки ВГК.
7 сентября 1943 года полевое управление армии объединило 57-й и 82-й стрелковые корпуса, 53-ю стрелковую дивизию и ряд отдельных частей, включив их в Степной фронт. Участвовала в освобождении Левобережной Украины в районе восточнее Кременчуга.
В конце сентября форсировала Днепр и захватила плацдармы западнее Келеберда и северо-западнее Мишурина Рога, в октябре—декабре участвовала в наступательных операциях на криворожском направлении.
15 января 1944 года передана 3-му Украинскому фронту, в её составе освобождала Правобережную Украину. В ходе Никопольско-Криворожской, Березнеговато-Снигирёвской и Одесской операций войска армии форсировали реки Ингулец, Ингул, Южный Буг и Днестр и освободили совместно с 46-й армией Кривой Рог 22 февраля, Вознесенск (24 марта), Тирасполь (12 апреля) и другие.
Перед освобождением Кривого Рога специальный сводный отряд 37-й армии под руководством подполковника Аркадия Шурупова предотвратил подрыв немцами плотины Крэсовского водохранилища, чем спас часть города от затопления.
8 августа армия участвовала в Ясско-Кишинёвской стратегической операции, в сентябре — в оккупации Болгарии. К концу сентября её войска вышли к городам Казанлык, Ямбол, Бургас, где и закончила свой боевой путь.
За проявленные в боях отвагу, мужество, героизм и высокое воинское мастерство десятки тысяч воинов армии награждены орденами и медалями, а 256 из них присвоено звание Героя Советского Союза. Ряд соединений и частей удостоен орденов и почётных наименований.
15 декабря 1944 года (директива Ставки ВГК от 12 декабря 1944 г.) преобразована в 37-ю отдельную армию.
Совместно с частями болгарской армии части 37 ОА были размещены в районе границы с Турцией, возле которой в это время была сосредоточена крупная группировка турецкой армии (несколько корпусных управлений, 20 пехотных и одна мотомеханизированная дивизия, три кавалерийские бригады и одна бронебригада), обеспечив защиту фланга наступавших войск 3-го Украинского фронта.

### Состав армии по состоянию на 1 мая 1945 года
Стрелковые части:
- 34-й стрелковый корпус
  - 259-я стрелковая дивизия
  - 353-я стрелковая дивизия
  - 394-я стрелковая дивизия

- 66-й стрелковый корпус
  - 195-я стрелковая дивизия
  - 244-я стрелковая дивизия
  - 333-я стрелковая дивизия
- 82-й стрелковый корпус
  - 28-я гвардейская стрелковая дивизия
  - 92-я гвардейская стрелковая дивизия
  - 188-я стрелковая дивизия
- 255-я бригада морской пехоты

Артиллерийские части:
- 46-я гвардейская пушечная артиллерийская бригада
- 113-я гаубичная артиллерийская бригада большой мощности (9-я артиллерийская дивизия прорыва)
- 324-й истребительно-противотанковый артиллерийский полк
- 562-й миномётный полк
- 301-й гвардейский миномётный полк реактивной артиллерии
- 315-й гвардейский миномётный полк реактивной артиллерии
- 35-я зенитная артиллерийская дивизия
  - 772-й зенитный артиллерийский полк
  - 1390-й зенитный артиллерийский полк
  - 1396-й зенитный артиллерийский полк
  - 1398-й зенитный артиллерийский полк
- 586-й зенитный артиллерийский полк

Бронетанковые и механизированные войска:
- 96-я танковая бригада
- 5-й отдельный гвардейский тяжёлый танковый полк
- 398-й гвардейский тяжёлый самоходный артиллерийский полк

Инженерные войска:
- 8-я инженерно-сапёрная бригада

Огнемётные части:
- 24-й отдельный огнемётный батальон

Войска связи :
- 68-й отдельный Вознесенский[10] ордена Богдана Хмельницкого[11] полк связи[12]

## После Победы
После Победы в войне с гитлеровской Германией дислоцировалась на территории Болгарии, в составе Южной группы войск (ЮГВ) ВС СССР. К ноябрю 1945 года 37 А в составе управления, трёх стрелковых корпусов (66 ск (195 сд, 333 сд, 19 мехд), 68 ск (86 гв.сд, 21 мехд) и 82 ск (28 гв.сд, 92 гв.сд, 188 сд)) и других формирований.
12 июня 1946 года в связи с демобилизацией переформирована в 10-ю механизированную армию (10 МехА). Через год 10-я МехА была расформирована 15 июня 1947 года.

## Командование

### Командующий
- Власов Андрей Андреевич (23.07 — 25.09.1941);
- Лопатин Антон Иванович (15.11.1941 — 23.06.1942);
- Козлов Пётр Михайлович (23.06.1942 — 13.05.1943);
- Коротеев Константин Аполлонович (13.05 — 20.07.1943);
- Филатов Александр Алексеевич (21.07 — 13.08.1943);
- Рыжов Александр Иванович (13 — 28.08.1943);
- Шарохин Михаил Николаевич (28.08.1943 — 29.10.1944);
- Бирюзов Сергей Семёнович (29.10.1944 — 12.06.1946).

### Член Военного совета
- Лутай Иван Васильевич (23.07 — 25.09.1941);
- Попов Николай Константинович (15.11.1941 — 19.06.1942);
- Найдёнов Павел Андреевич (9.12.1941 — 15.09.1943);
- Абаулин Иван Фёдорович (19.06 — 31.07.1942);
- Багнюк Андрей Степанович (1.08.1942 — 12.11.1943);
- Сосновиков Владимир Васильевич (15.09.1943 — 9.05.1945);
- Аношин Иван Семёнович (12.11.1943 — 11.05.1944);
- Шабанов Василий Дмитриевич (11.05.1944 — 3.05.1946).

### Начальник штаба
- Добросердов Константин Леонидович (23.07 — 25.09.1941);
- Варенников Иван Семёнович (15.11.1941 — 5.10.1942);
- Разуваев Владимир Николаевич (5.10.1942 — 3.01.1943);
- Петухов Виктор Иванович (3.01 — 12.05.1943);
- Коломинов Александр Николаевич (12.05 — 20.07.1943);
- Диков Пётр Андреевич (20 — 30.07.1943);
- Блажей Арефа Константинович (30.07.1943 — 5.08.1946).

### Начальники АБТО армии, заместитель командующего армии по т/в, Командующиe БТ и МВ
- Лобанов, Георгий Павлович, (15.11.1941 — 10.06.1943) полковник, с 21.07.1942 генерал-майор танковых войск[15].
- Вишман, Ефрем Яковлевич, (27.01.1944 —1945) полковник
- Юплин, Николай Александрович (00.07.1945 — 00.07.1946), генерал-майор танковых войск.